# Marija Kiselëva
Marija Aleksandrovna Kiselëva (in russo Мария Александровна Киселёва?; Samara, 28 settembre 1974) è una sincronetta e politica russa, tre volte medaglia d'oro ai Giochi olimpici.
Nel 2010 è stata introdotta nell'International Swimming Hall of Fame.
In Russia è anche una nota presentatrice televisiva e attrice. Dal 2001 al 2005 ha condotto la versione russa della trasmissione Anello debole, andata in onda su Pervyj kanal.

## Carriera
Marija Kiselëva raccolse i suoi primi successi sportivi vincendo l'oro nel duo e nella gara a squadre ai campionati europei di nuoto del 1995. L'anno seguente arrivò quarta nelle gare a squadre alle Olimpiadi di Atlanta 1996. Dopo avere vinto una medaglia d'oro nella gara a squadre ai campionati mondiali del 1998, arrivarono i due ori olimpici conquistati a Sydney 2000. Il terzo oro olimpico arrivò ai Giochi di Atene 2004 partecipando alla gara a squadre.

## Palmarès
In carriera ha ottenuto i seguenti risultati:
Giochi olimpici
Coppie
- Oro a Sydney 2000

A squadre
- Oro a Sydney 2000
- Oro a Atene 2004

Mondiali di nuoto
Coppie
A squadre
- Oro a Perth 1998
- Oro a Barcellona 2003

Europei di nuoto
Coppie
- Oro a Vienna 1995
- Oro a Siviglia 1997
- Oro a Istanbul 1999

A squadre
- Oro a Vienna 1995
- Oro a Siviglia 1997
- Oro a Istanbul 1999
- Oro a Helsinki 2000
- Oro a Berlino 2002
- Oro a Madrid 2004